# The Pursuit of Hate
The Pursuit of Hate è un cortometraggio muto del 1914 scritto e diretto da Lois Weber che ne è anche interprete insieme a Phillips Smalley, Ella Hall e Rupert Julian.

## Trama
Diana Grave, dopo essere stata lasciata dal marito, gli mette alle calcagna un investigatore. Viene a sapere che lui è arrivato in una località isolata, in campagna, e che, accompagnato da un ragazzo, si è fermato nei pressi di un ranch. Quando Diana arriva sul posto, parla con la donna che viveva sola nella fattoria e che ora ha iniziato una relazione con suo marito. La donna le dice "Se lo odi, sii felice se lui ti ha lasciato; se invece lo ami, ti sacrificherai per la sua felicità e lo lascerai in pace". Diana, allora, decide di seguire quel suggerimento e abbandona la caccia al marito. 
Una notte, la campagnola, guardando l'accampamento del suo nuovo compagno, vede l'ombra dello straniero che si staglia contro la tenda. Ma non è solo: sta accarezzando i capelli di quello che lei aveva pensato essere un ragazzo e che ora si rivela una fanciulla dalla fluente capigliatura. Sconfortata, la donna ritorna in casa ripensando al consiglio che aveva dato a Diana, "Se lo odi, sii felice se lui ti ha lasciato; se invece lo ami, ti sacrificherai per la sua felicità e lo lascerai in pace". Coerente con sé stessa, decide di sacrificarsi. A casa, però, l'aspetta una lettera di Diana che le scrive che lei e il marito si erano separati perché lui aveva una figlia che lei non poteva sopportare ma che lui non voleva lasciare. Così, Diana le annuncia che lo lascia libero e che lei sta adesso tornando a casa.

## Produzione
Il film fu prodotto dalla Rex Motion Picture Company.

## Distribuzione
Distribuito dalla Universal Film Manufacturing Company, il film - un cortometraggio di una bobina - uscì nelle sale cinematografiche statunitensi il 14 giugno 1914. Ne venne fatta una riedizione con il titolo Nemesis.